# Histoire du fils
Histoire du fils est un roman de Marie-Hélène Lafon publié le 20 août 2020 chez Buchet/Chastel et ayant reçu le prix Renaudot la même année.

## Historique
En septembre 2020, le roman reçoit le prix des libraires de Nancy – Le Point lors du Livre sur la Place. Retenu jusque dans la deuxième sélection du prix Femina, Histoire du fils reçoit finalement le prix Renaudot le 30 novembre 2020,.

## Résumé
André, le fils de Gabrielle est élevé avec ses cousines par sa tante Hélène, sœur de Gabrielle et son oncle Léon dans le Cantal. Sa mère vient le rejoindre depuis Paris. Le livre rend compte de l'histoire de deux familles sur un siècle.
Le matin du 25 avril 1908, Armand, cinq ans, ne tient plus en place. Il quitte son lit pour vérifier qu’est arrivée celle qu’il attend impatiemment : Antoinette, la domestique qu’il aime, mais qu’il ne voit plus que rarement parce qu’elle a quitté le service de ses parents en raison de son mariage. L’enthousiasme du petit garçon lui sera fatal.
Le jeudi 23 janvier 1919, Paul pense à ses regrets concernant la guerre. Il aurait voulu se battre comme un homme mais il était et est toujours coincé dans son internat pour jeunes garçons d’Aurillac avec son frère Georges. Il pense beaucoup aux femmes et rêve de batifoler avec elles. Un jour, il tombe malade et se rend à l’infirmerie du lycée. Il rencontre là-bas la nouvelle infirmière, âgée d’une trentaine d’années. Cette mystérieuse infirmière, G. Léoty, fait de l’effet à cet adolescent de 15 ans, et elle lui fait bien comprendre qu’elle n’est pas contre une aventure avec lui. 
Le samedi 19 août 1950, André, 27 ans, s’apprête à épouser la femme de sa vie, Juliette. Il ne connaît pas son père et sa mère, Gabrielle, semble très absente. Il a donc grandi dans le cocon familial de sa tante Hélène, de son mari Léon ainsi que de leurs trois filles. Il se souvient de son ancienne compagne, une Silvia. André est un héros de guerre et travaille avec deux amis (Christian et Yves) pour Pierre, qu’il a rencontré dans la Résistance. Le lendemain du mariage, Juliette apprend à André que Gabrielle lui a révélé l’identité de son père. 
Le vendredi 17 août 1934, la mère d’André, Gabrielle vient de repartir pour Paris. André préfèrerait qu’Hélène et Léon soient ses parents et que ses cousines soient vraiment ses sœurs. Son père, il ne le connait pas, c’est un père « inconnu ». Il se demande si cet inconnu pense parfois à son fils, comme lui pense à son géniteur.
Le mercredi 20 juin 1923, Gabrielle repense à sa relation avec Paul. Elle estime qu’elle lui a tout appris des femmes. Il est devenu un homme non-recommandable, le plus capiteux et le plus dangereux. De temps à autre, il parle de la mort de son frère jumeau, le 25 avril 1908. Gabrielle sait que cette relation malsaine a fini par lasser Paul, qui désire d’autres femmes. Malencontreusement, Gabrielle est tombée enceinte. 
Le soir du 5 mars 1935, l’avocat Paul revient dans son village natal, où vivent encore sa mère et sa tante, pour l’enterrement de son père. Il doit s’occuper des biens de la dynastie, de la succession, car son frère s’occupe déjà d’assurer la descendance. Avec sa femme Madeleine, médecin elle aussi, il a déjà eu une fille, Pauline, et le couple attend l’arrivée d’un autre enfant. Paul pense aussi à son attirance pour les femmes et à ces relations ainsi qu’à son défunt frère Armand (prénom que George veut donner à son futur fils). 
Mercredi 20 janvier 1960, Hélène tricotte des vêtements pour Antoine le fils à venir d’André et de Juliette. Pendant ce temps, elle pense aux circonstances de la naissance d’André et à son arrivée à Figeac. Gabrielle était venue à Figeac pour leur annoncer la naissance d’André, puis était rentrée à Paris ; Hélène l’avait rejointe à Paris pour l’accouchement et était rentrée avec André à Figeac.
André a enfin décidé d’aller à Paris, douze ans après la révélation de Juliette. Le samedi 21 avril 1962, Juliette et André se trouvent en face du numéro 34 du boulevard Arago, où ils attendent et observent longuement, avant de faire une pause pour profiter de Paris. Ils reviennent plus tard faire une photo devant l’immeuble, avant de frapper à la porte de l’appartement de Paul Lachalme. Bien qu’ils puissent entendre un bruissement, personne ne répond.
Le 28 octobre 1945 : Comme chaque dimanche soir, Gabrielle fume son cigare âcre contre le dossier rond de son fauteuil vert. C’est l’occasion de revenir sur le passé, de repenser notamment à son fils qui est devenu un héros, un beau héros. Par une ancienne voisine, Germaine, elle sait aussi que Paul a fait de mauvais choix durant la guerre, ce qui l’a amené, selon les rumeurs, à se cacher en Sologne.
Le jeudi 8 novembre 1984, après le décès de Léon, André amène Hélène et Juliette à Chanterelle, où ils visitent le cimetière dans lequel sont enterrés les Lachalme. Ils essaient aussi d’en apprendre davantage sur la vie de Paul dans le café voisin où ils vont boire un verre.
Le lundi 19 août 1974, après la mort de Gabrielle, André et la famille d’Hélène ont la responsabilité de vider son appartement à Paris. André se rend compte que la vie de Gabrielle n’était pas si glamoureuse qu’on le croyait, mais plutôt silencieuse et solitaire. André se rappelle vaguement qu’il aurait pu rejoindre sa mère pour recevoir une haute éducation à Paris. Il trouve également une ancienne photo de Paul Lachalme son père absent.
Le vendredi 28 avril 2008, Antoine se trouve à Chanterelle, après la mort de son père, avec celui qui est son grand-oncle, Armand, le fils de Georges, qui lui raconte l’histoire de sa famille. Il lui parle de la mort du petit Armand en 1908, du destin d’Antoinette et des caprices de Paul. Antoine pense à sa famille, à sa femme Amy et à ce qu’il va lui raconter dès son retour à Los Angeles. Antoine a donc fait ce que son père n’a jamais osé faire ; il a rattaché les familles Léoty et Lachalme.

## Éditions
- Buchet/Chastel, 2020,  (ISBN 978-2-283-03280-0)[4].